# Aaron Schneider

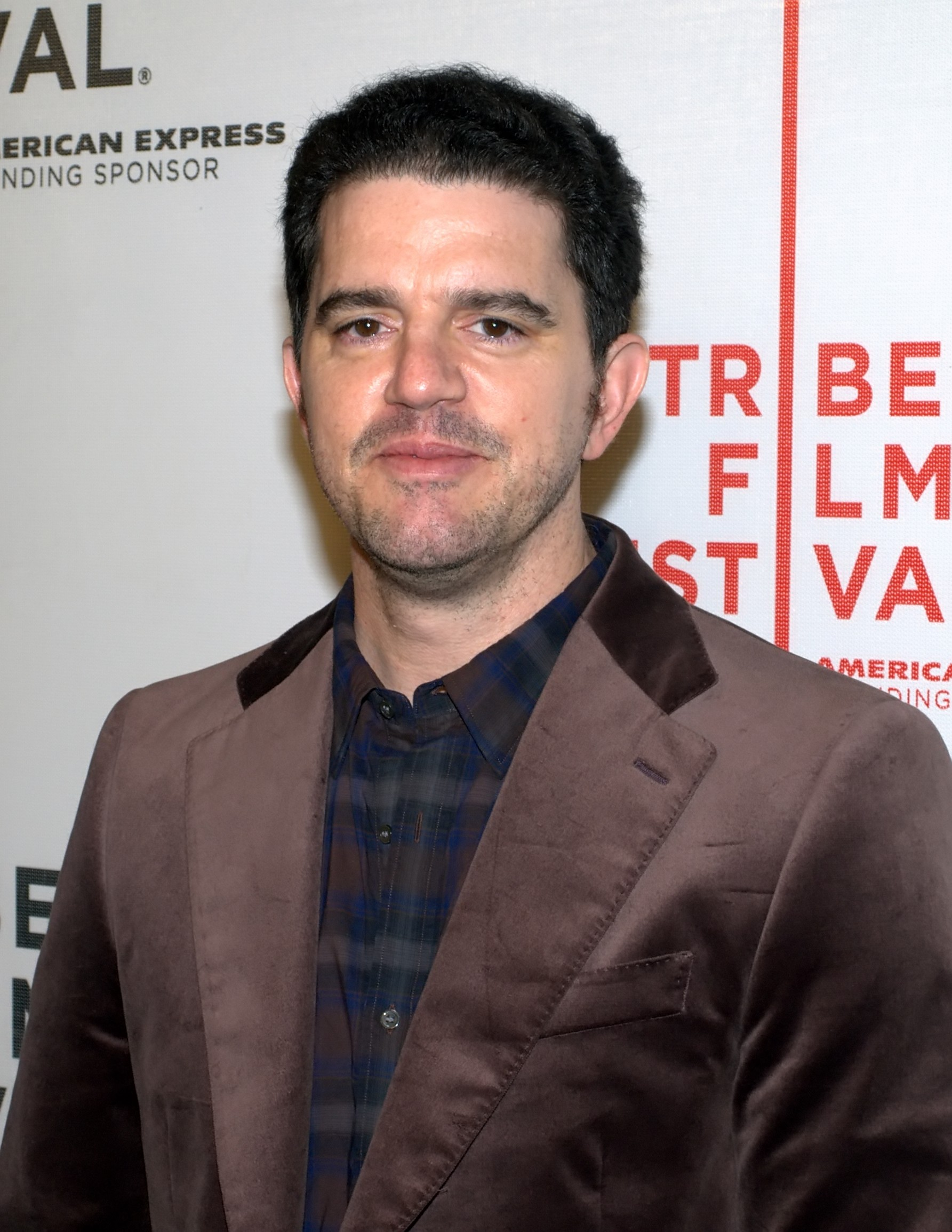
Aaron Schneider beim Tribeca Film Festival 2010

Aaron E. Schneider (* 26. Juli 1965 in Springfield, Illinois) ist ein US-amerikanischer Kameramann und Filmregisseur. Er gewann 2004 einen Oscar für seinen Kurzfilm Two Soldiers.

## Leben
Schneider wurde in Springfield geboren und wuchs in Peoria auf. Er studierte an der Iowa State University und machte 1989 seinen Abschluss an der University of Southern California.
Er war als Kameramann für zahlreiche Fernsehfilme und TV-Serien tätig, darunter für die Pilotfolgen von The Agency – Im Fadenkreuz der C.I.A. und Supernatural. Für seine Arbeit an der Krimiserie Murder One wurde er 1996 für einen Emmy Award nominiert. Später folgte die Arbeit als Kameramann für verschiedene Kinofilme, darunter 1997 Titanic von James Cameron, bei dem er als Second Unit Director of Photography mitwirkte. Seit 1999 ist er Mitglied der American Society of Cinematographers.
Im Jahr 2000 übernahm Schneider für eine Folge der Jugendserie Popular erstmals selbst die Regie. Darauf folgte 2003 der auf einer Kurzgeschichte von William Faulkner basierende Kurzfilm Two Soldiers, bei dem Schneider ebenfalls Regisseur war. Er trat dabei gleichzeitig auch als Produzent, Autor und Editor in Erscheinung. Im Jahr 2004 wurde er gemeinsam mit dem Produzenten Andrew J. Sacks für sein Werk mit einem Oscar in der Kategorie Bester Kurzfilm ausgezeichnet.
Sein erster Spielfilm Am Ende des Weges – Eine wahre Lügengeschichte mit Robert Duvall, Bill Murray und Sissy Spacek in den Hauptrollen wurde 2009 auf dem Toronto International Film Festival erstmals gezeigt und kam im Sommer 2010 in die Kinos.

## Filmografie
als Regisseur
- 2000: Popular (Fernsehserie)
- 2003: Two Soldiers (Kurzfilm)

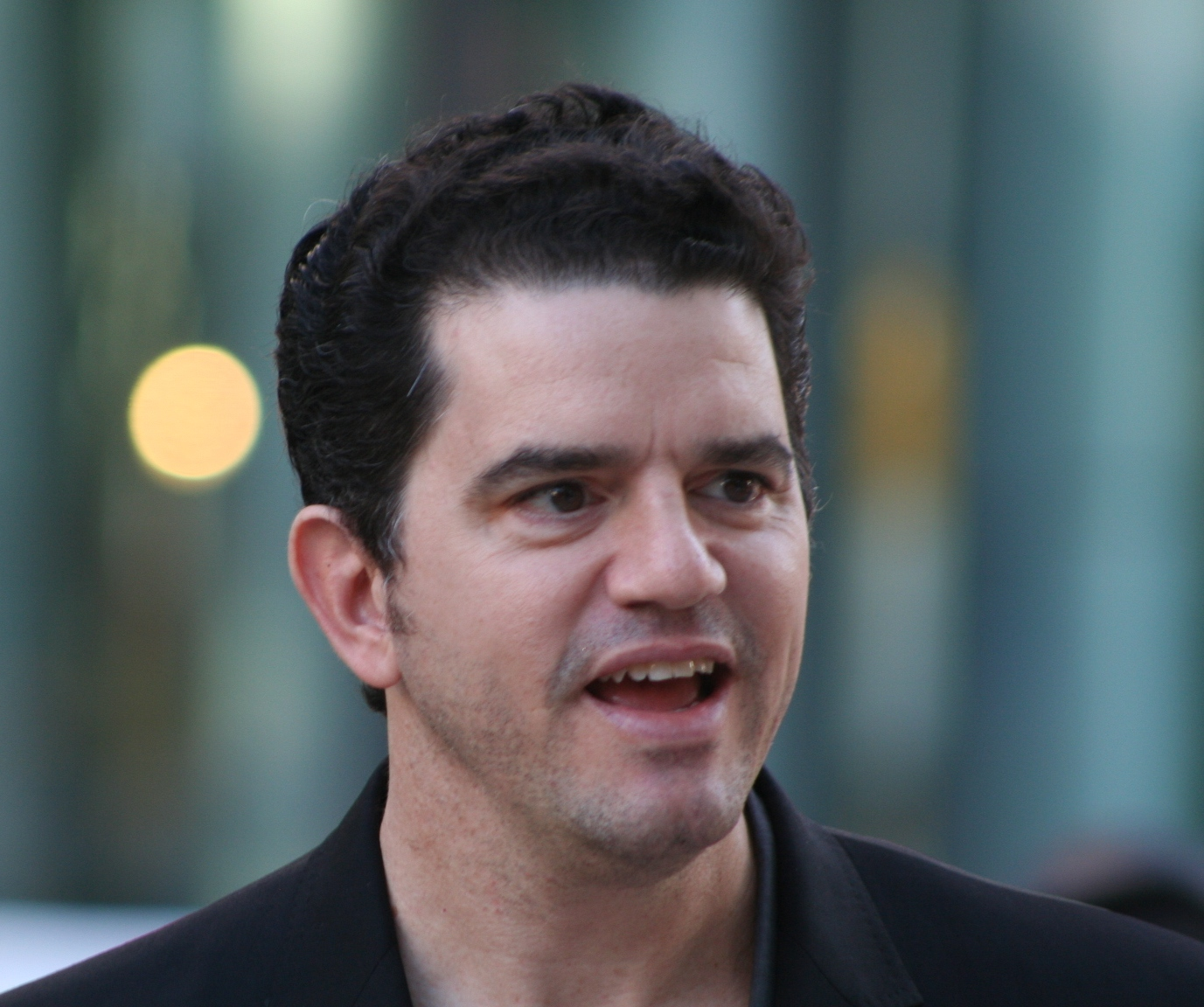
Aaron Schneider 2009

- 2009: Am Ende des Weges – Eine wahre Lügengeschichte (Get Low)
- 2020: Greyhound – Schlacht im Atlantik (Greyhound)

als Kameramann (Auswahl)
- 1995: Das Leben nach dem Tod in Denver (Things to Do in Denver When You’re Dead)
- 1995–1996: Murder One (Fernsehserie)
- 1997: … denn zum Küssen sind sie da (Kiss the Girls)
- 1997: Titanic
- 1998: Octalus – Der Tod aus der Tiefe (Deep Rising)
- 1998: Simon Birch
- 2001: The Agency – Im Fadenkreuz der C.I.A. (The Agency, Fernsehserie, 2 Folgen)
- 2005: Supernatural (Fernsehserie, eine Folge)

als Filmeditor
- 2009: Am Ende des Weges – Eine wahre Lügengeschichte (Get Low)